# トレヴァ・ホゼア
トレヴァ・ホゼア（Trevor Hosea、1998年7月28日 - ）は、オーストラリア出身のラグビーユニオンの選手。ジャパンラグビーリーグワンの三重ホンダヒートに所属している。

## 来歴
2018年、U20オーストラリア代表に選ばれた。
メルボルン・ライジング、スーパーラグビーのレベルズを経て、2023年、東京サントリーサンゴリアスに加入。
2024年1月13日、JAPAN RUGBY LEAGUE ONE第5節静岡ブルーレヴズ戦にて途中出場で日本での公式戦初出場を果たした。
2025年6月、東京サントリーサンゴリアスを退団した。
2025年7月、三重ホンダヒートに加入した。